# Jocs Olímpics d'Estiu de la Joventut de 2018
Els Jocs Olímpics d'Estiu de la Joventut de 2018 va ser la tercera edició dels Jocs Olímpics d'Estiu de la Joventut. Durant 2012 es van presentar oficialment les ciutats candidates i el juny de 2013 el Comitè Olímpic Internacional (COI) definirà la seu.

## Seus candidates
El 15 de març es va tancar l'etapa de presentació davant del Comitè Olímpic Internacional de les ciutats aspirants a acollir aquests Jocs. Van ser anunciades les següents ciutats candidates, en ordre alfabètic:
- Buenos Aires (Argentina): el 30 d'agost de 2011 Buenos Aires i el Comitè Olímpic de l'Argentina van anunciar que es presentarien com a candidats dels Jocs Olímpics d'estiu de la Joventut.[2] Buenos Aires ja es va presentar per ser la seu dels Jocs Olímpics d'Estiu de 1956 i de 2004, però va ser guanyada per Melbourne i Atenes, respectivament.
- Glasgow (Escòcia): el 19 de setembre de 2011 es va anunciar que Glasgow proposaria a la British Olympic Association (BOA) ser la ciutat candidata dels Jocs Olímpics d'estiu de la Joventut de 2018. El 2014 Glasgow serà la seu dels Jocs de la Commonwealth de 2014. La ciutat mai havia estat candidata a organitzar els Jocs Olímpics.[3] El 22 de febrer de 2012 la BOA va acceptar ser la ciutat candidata del Regne Unit per aquests Jocs Olímpics.[4]
- Guadalajara (Mèxic): el 16 de febrer de 2012 Guadalajara va ser seleccionada per davant de Monterrey a ser la seu d'aquests Jocs Olímpics.[5][6] Guadalajara ja s'havia postulat com a seu dels Jocs Olímpics d'Estiu de la Joventut de 2014, però va retirar la proposta degut a una avaluació negativa del COI.[7][8] Guadalajara va ser la seu dels Jocs Panamericans de 2011.
- Medellín (Colòmbia): l'alcalde de la ciutat va presentar la candidatura el 15 de setembre de 2011 in Lausana, posant especial èmfasi en l'èxit i experiència dels Jocs Sud-americans de 2010.[9]
- Poznań (Polònia): amb l'anunci del COI, es va saber que Poznań també competia per ser la seu d'aquest Jocs Olímpics, cosa que ja va intentar pels Jocs Olímpics d'Estiu de la Joventut de 2014, guanyats per Nanquín.
- Rotterdam (Països Baixos): el 29 de febrer de 2012, el dia abans per presentar les candidatures a organitzar els Jocs Olímpics d'estiu de la Joventut de 2018, es va anunciar oficialment que Rotterdam seria una de les ciutats candidates.[10]

### Candidatures descartades
Abans del tancament del termini, diverses ciutats van anunciar les seves intencions d'acollir l'esdeveniment, però finalment van desistir-hi:
- Dubai (Emirats Àrabs Units)[11]
- Palma (Espanya)[12]
- Raleigh (Estats Units d'Amèrica)[13][14]
- Tolosa de Llenguadoc (França)[15]
- Abuja (Nigeria)[16][17]
- Kaspíisk o Kazan (Rússia)[18][19][20][21][22]
- Durban (Sud-àfrica)[23]
- Göteborg, Malmö o Estocolm (Suècia)[24]